# ジャングル・ブック (1942年の映画)
『ジャングル・ブック』（原題：Jungle Book）は、1942年に製作されたイギリス映画。

## あらすじ
舞台はインド。一人の老人がある物語（伝説）を話し始める。
かつて、ジャングルの中のとある村に狼に育てられた少年がいた。モーグリという名のその少年は動物達と自由に会話することができ、話に釣られた少女がモーグリと共にジャングルの奥に入る。2人はかつて栄華を極めた王国の宮殿跡を発見。同時に多数の財宝も見出す。少女は赤い宝石の付いた剣を持ち帰ろうとするが、年老いたコブラの警告を受け、金貨を一枚だけ拾って村へ帰る。少女の父バルデオは金貨に興味を持ち、王宮跡の捜索に着手。モーグリを悪魔の子供として捕らえ、故意に逃がして行く先を突き止めようとする。バルデオと2人の仲間はモーグリを見失うが、とりあえず王宮跡を発見。彼らはコブラの警告を知らず、例の剣を持ち帰ろうとする。コブラの警告どおり3人は帰途殺し合いを始め、バルデオだけが命からがら村へ帰還。バルデオは村人たちにジャングルを焼き払うように命じ、あちらこちらで火の手が上がる。モーグリは動物達を逃がしながら放火に参加しなかった村人達を川の中州に避難させ、「人間は動物より野蛮だ」との言葉を残しジャングルの中に姿を消す。
これを物語った老人の正体はバルデオで、自身の誤りと敗北を認め、この出来事を伝える語り部となった。

## キャスト
| 役名         | 俳優                     | 日本語吹替 | 日本語吹替   | 日本語吹替 |
| 役名         | 俳優                     | NHK版      | フジテレビ版 | VOD版      |
| ------------ | ------------------------ | ---------- | ------------ | ---------- |
| モーグリ     | サブー                   | 古川清     | 水島弘       | 草尾毅     |
| バルデオ     | ジョゼフ・キャレイア     | 大久保正信 | 日下武史     | 千田光男   |
| 学者         | フランク・パグリア       | 水島晋     | 井上三千男   |            |
| モーグリの母 | ローズマリー・デキャンプ | 日塔智子   | 湯浅智津子   | さとうあい |
| 床屋         | ジョン・クォーレン       | 立岡光     |              |            |
| マハラ       | パトリシア・オルーク     |            |              |            |

- NHK版：初回放送1962年1月3日『劇映画』
- フジテレビ版：初回放送1963年7月29日
- VOD版：U-NEXT等で配信　※正味約75分